# Amlach
Amlach é um município da Áustria, situado no distrito de Lienz, no estado do Tirol. Tem 22,46 km² de área e sua população em 2019 foi estimada em 491 habitantes.